# Jagdschloss Sankt Meinolf

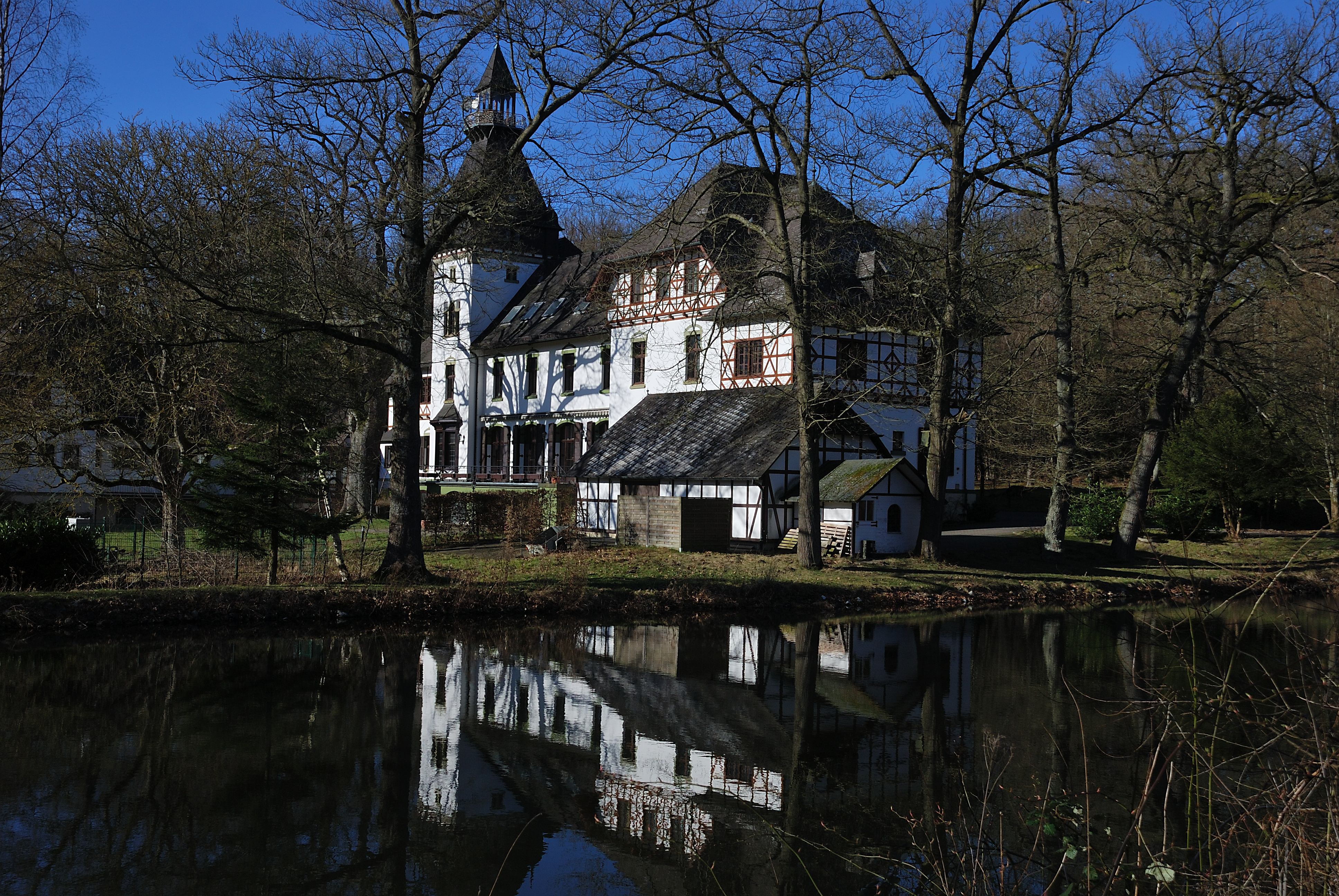
Jagdschloss Sankt Meinolf (2014)

Das Jagdschloss Sankt Meinolf, ursprünglich Wilhelmsruh und zeitweilig Conradsruh genannt, ist ein ehemaliges herrschaftliches Wohnhaus im Unteren Arnsberger Wald bei Neuhaus und gehört zum fünf Kilometer nördlich gelegenen Stockum, einem Ortsteil der Gemeinde Möhnesee im Kreis Soest in Nordrhein-Westfalen. Sankt Meinolf ist vom Naturschutzgebiet Arnsberger Wald umgeben.

## Geschichte

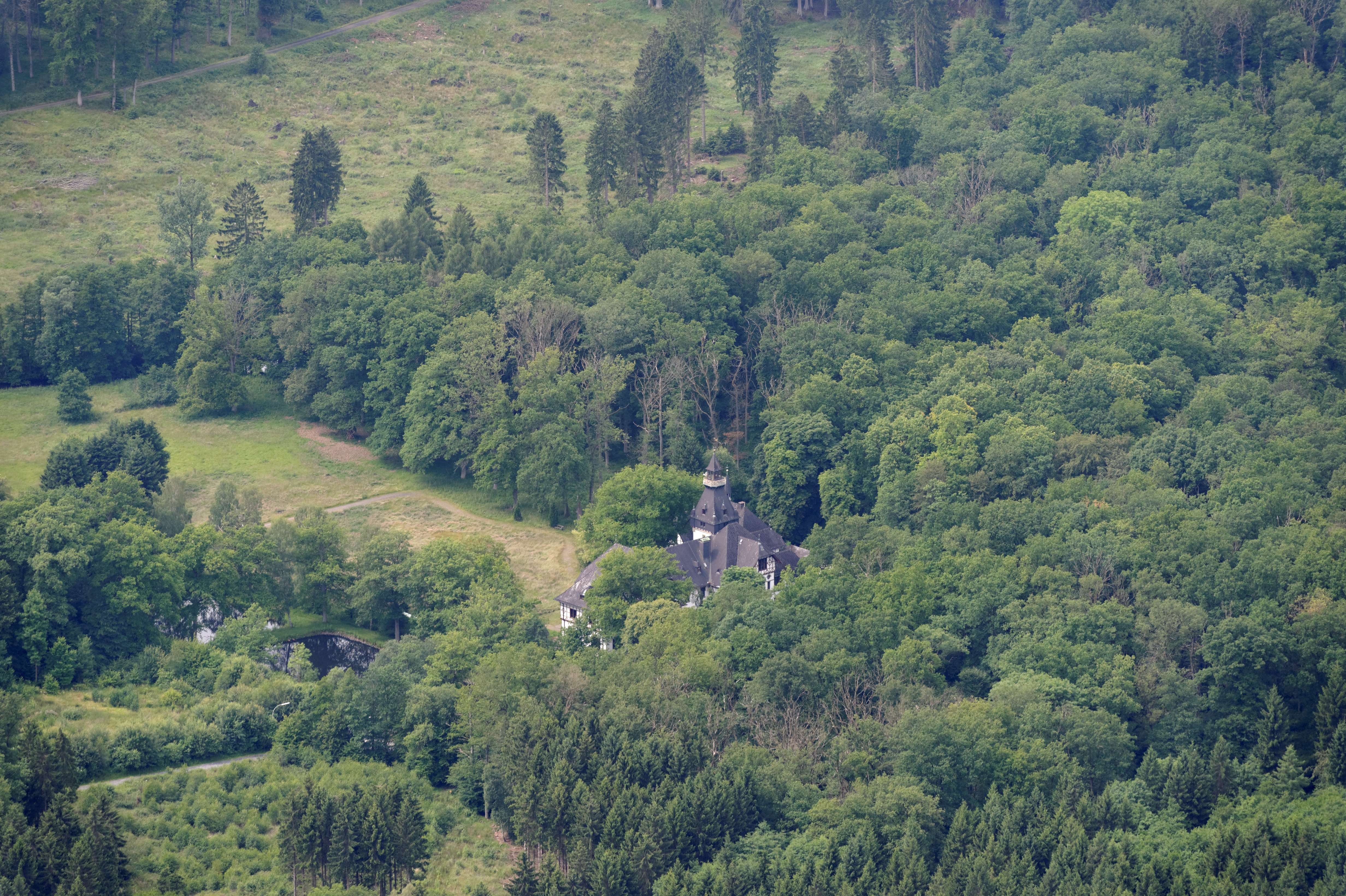
Luftbild 2014

Die malerische, schlossähnliche Anlage wurde 1891 für den Hamburger Bankier Conrad Hinrich Donner (Bankier, 1844) (1844–1911) – einen Enkel des Bankgründers Conrad Hinrich Donner – erbaut und 1911 durch den Kieler Architekten Graf Karl-Wilhelm von Hardenberg (1873–1960) für Conrad Hinrich Donner (Gutsbesitzer) (1876–1937) umgebaut und erweitert. Es handelt sich um den letzten Schlossbau im Sauerland.
Wie und weshalb die Familie von Donner, die auch Güter in Schleswig-Holstein besaß, die Besitzung im Arnsberger Wald mit großen Waldflächen erwarb und als Fideikommiss führte, ist nicht bekannt. Nach dem Tod von Conrad Hinrich (III.) von Donner im Jahr 1911 benannte der Erbe Conrad Hinrich (IV.) von Donner den Bau in Conradsruh um.
Von besonderer Bedeutung ist, dass die Familie von Donner infolge ihrer Beziehungen zum Hamburger Tierpark Hagenbeck nicht-heimisches Wild ansiedelte. Die meisten Arten sind inzwischen verschwunden. Lediglich das Sikawild konnte sich bis heute behaupten.
Im Zusammenhang mit der Weltwirtschaftskrise musste die Familie von Donner den Besitz in den 1930er Jahren verkaufen. In der Folge wechselte das Schloss mehrfach den Besitzer. Nach Übernahme durch Wilhelm von Opel hieß der Besitz erneut Wilhelmsruh. Nach dem Zweiten Weltkrieg wurde der Bau von der britischen Militärverwaltung übernommen. Seit 1947 heißt das Schloss St. Meinolf, nachdem das Erzbistum Paderborn dort eine Bildungsstätte eingerichtet hatte.
Bis 1980 hat die Kirche den Besitz von der Familie von Opel gepachtet. Danach wurde er an das Generalvikariat des katholischen Militärbischofs, Soldatenseelsorge GmbH verkauft. In der Folge wurde der Bau restauriert. Neu errichtete Nebengebäude wurden in vergleichbarem Stil errichtet. Das Schloss sollte fortan katholischen Soldaten als Ort religiöser Weiterbildung und Diskussion dienen. Bereits 1998 verkaufte die Kirche den Bau wieder. Danach wechselte er erneut mehrfach den Besitzer. Ein Hotel- und Gastronomiebetrieb wurde 2013 geschlossen. Seit 2014 ist das Schloss in Privatbesitz.

## Architektur
Charakteristisch sind die rundbogigen und rechteckigen Fenster in Steinfassungen. Bemerkenswert ist das reiche Fachwerk in den Obergeschossen. Die Krüppelwalmdächer sind vielgestaltig. Das Haus wird durch einen dekorativen Turm mit Pyramidendach und einem Laternenaufsatz ergänzt.
In der Nähe steht das denkmalgeschützte Forsthaus Wilhelmsruh. Das abgewinkelte Wohnhaus wurde 1914 mit offenen Arkaden als Eingangsbereich und einer darüberliegenden Loggia errichtet.